# Mont Hector
Le mont Hector est une montagne située dans le parc national Banff, au Canada. La montagne fut nommée en 1884 par George M. Dawson en l'honneur de James Hector, un géologue de l'expédition Palliser. La montagne est située à proximité de la Promenade des Glaciers, à 17 km au nord de Lake Louise.
La première ascension fut effectuée par Philip S. Abbot, Charles Fay et Charles S. Thompson, en 1895.